# Sellaño
Sellaño (en asturiano y oficialmente Sellañu) es un pueblo de la región de Asturias perteneciente a la parroquia de Cazo, en el concejo de Ponga. Posee un población de 52 habitantes y está a 290 metros del nivel del mar. Cuenta con dos hoteles, un restaurante, y una iglesia. El día festivo es el 6 de agosto cuando se celebra la fiesta de la Virgen de las Nieves.